# Mikiella austriaca
Mikiella austriaca là một loài ruồi trong họ Tachinidae.